# Processione del Giovedì Santo di Marsala
La Processione del Giovedì Santo di Marsala è una rappresentazione vivente della passione e morte di Gesù Cristo che si svolge nella città siciliana di Marsala (in provincia di Trapani) il giorno del Giovedì santo di ogni anno. È una delle processioni più antiche d'Italia.
Dal 2013 ha assunto la denominazione di Sacra Rappresentazione della Passione del Signore.

## Storia

### Le origini
La processione del Giovedì Santo di Marsala si fa risalire alla prima metà del secolo XVII, ed ha la sua genesi nella sacre rappresentazioni che, sin dal Medioevo, venivano presentate attraverso commediole, composizioni poetiche o processioni figurate e simboliche, mute e parlate.
L'organizzazione della processione è affidata alla confraternita di Sant'Anna.
Il XVII volume della "Biblioteca delle tradizioni popolari siciliane" di Giuseppe Pitrè (1841-1916) contiene numerose citazioni ed alcuni brani della lettera con la quale Salvatore Struppa, primo bibliotecario comunale della città, il 23 febbraio 1877 comunicava al Pitrè notizie sulle Sacre rappresentazioni di Marsala, ed in particolare sulla Processione del Giovedì Santo. Da tale fonte si apprende che sotto la guida dei padri Gesuiti, i giovani studenti del collegio, per la prima volta nel 1620, rappresentarono la Tragedia di San Simone e che nel 1635 ebbe inizio la recita della Passione di Gesù Cristo, in alcune chiese e Confraternite cittadine.
"La confraternita di Sant'Anna, dedita sin dal secolo XVII agli esercizi spirituali e alla penitenza più rigorosa, aveva per obbligo di visitare, vestita di sacco, le chiese delle città nelle ore vespertine del Giovedì Santo. Un vescovo di Marsala, Spinola, fattosi anche esso membro di quella società volle, previa disposizione papale, che tutti i confrati in quella visita e in altre pubbliche comparse, vestissero l'abito vescovile. In processo di tempo cioè, nel secolo scorso (XVIII), all'abito vescovile la confraternita aggiunse una maschera in cera, uniforme, ed uno scudo portato a mano, dov'era dipinta la testa di uno dei personaggi evangelici che fecero od assistettero alla morte del Cristo. Ciò fu chiamato i Misteri.  
Nel 1984 e 1988, La Processione è oggetto di alcuni scatti fotografici, della nota fotografa italiana Letizia Battaglia, parte del proprio report culturale sulle tradizioni culturali e folkloristiche siciliane. 

### La processione
Più tardi ancora la confraternita fece una vera processione, come fa tuttavia in cui venne rappresentato la passione di Gesù, con personaggi vestiti del costume dell'epoca. Oggidì la processione è divisa in otto gruppi che riconoscono il loro centro nella persona del Cristo solo ed unico mascherato.
Essi sono composti come segue:
1. Un vessillo rosso con le note iniziali S.P.Q.R. Molti personaggi vestiti di un cappuccio chiuso, di un sacco bianco e della mozzetta, portanti ognuno una guantiera coperta di un fazzoletto di seta con suvvi dei commestibili, come limoni, arance, fave verdi, vino, dolci, pane, lattughe: nella parte precedente del fazzoletto va scritto un motto evangelico come cenaculum magnum, bibite ex hoc omnes, accepit panem, accipiens calicem, caenantibus autem etc. e Cristo vestito alla nazarena che benedica il pane
2. Gli apostoli, fra cui Giuda con i trenta denari nel sacchetto; Cristo catturato e legato; molti soldati cum fustibus et lanternino; uno che porta la mano di Malco; un angelo con in mano un calice e una croce.
3. Cristo ed Erode con tutta la sua corte.
4. Cristo e Caifasso, San Pietro, l'ancella, uno che porta il gallo.
5. Cristo vestito della clamide bianca.
6. Cristo "Ecce Homo", Pilato, pretoriani e manigoldi armati di flagelli, un centurione a cavallo; uno che porta un boccale con le parole "lavavit manu", un altro la colonna con "flagellavit eum", un altro la corona di spine con "posuerunt super caput eius", ed un altro ancora che crudelmente insevisce nel tirar la fune che lega le mani al Cristo ecc.
7. Cristo che porta la Croce sulle spalle, aiutato dal Cireneo è trascinato da un manigoldo; una fanciulla, la Veronica, che porta spiegato in mano un velo bianco, dov'è l'effigie di Cristo, cui di quando in quando va ad asciugar la faccia
8. Finalmente un centurione a cavallo, pentito e piangente, Giudei che portano scale con le parole "ascendens eum scala", un calamaio con "scripsit titulum", dei chiodi, dei dadi, la sacra sindone, dei vasi unguentari, dei martelli, Disma e Cisma dipinti, alzati in croce, e la figura anche dipinta del Cristo Crocifisso; indi segue Giuseppe d'Arimatea, Nicodemo, Giovanni, molti fanciulletti e ragazze vestite alla giudea che piangono accanto alla salma di Gesù deposto e portato da loro, e la statua di Maria Addolorata che definisce la processione.

In tempi a noi non lontani i Cristi erano tutti preti e gli altri personaggi erano sostenuti dai nobili e dai borghesi di Marsala; poi con l'andar del tempo, la processione cadde in mano agli operai e ai contadini e ben spesso, nelle tappe di riposo, dentro la sagrestia di qualche chiesa, si videro Cristi e manigoldi venire alla prese e pigliar cotta bene bene e cavar di tasca il coltello e menar botte da disperati; adesso (1875) però che il fervore cattolico è rianimato nelle masse, i preti ripigliarono il vezzo di sostenere la parte del Cristo in quella processione, la quale, uscendo dalla Chiesa di Sant'Anna nelle ore pomeridiane del Giovedì Santo, transita per le strade primarie del paese, entra e visita quasi tutte le chiese e si ritira sul tardi là donde prendea le mosse. Molti anni addietro, i personaggi rappresentavano molto al vivo la loro parte; si abbandonavano a gesticolazioni, a scene ed azioni che fu d'uopo proibire da un arciprete Morana, perché molto orrorose e causa di deliri, di svenimenti, di sconciature e di eccessi religiosi. Adesso la processione va avanti tranquilla e, meno la caduta del Cristo con la croce sulle spalle dentro la Chiesa di San Pietro, la Veronica che asciuga il sangue della faccia del Cristo e Pilato che con l'indice destro, armato di un enorme anello, addita l'"Ecce Homo", non va fatta alcuna altra azione".
(Lettera di Salvatore Struppa)

### La confraternita di Sant'Anna e l'evoluzione della processione
La Confraternita di Sant'Anna permette l'allestimento della processione attraverso il contributo materiale di tutti i suoi iscritti.
La confraternita istituita dal vescovo Don Marco La Cava (1615-1628), che nel 1611 deliberò di edificare la Chiesa omonima, era composta da nobili e cittadini comuni.
Nel suo statuto prevedeva che i Confrati nel giorno del Giovedì Santo visitassero Gesù sacramentato, nei cosiddetti Sepolcri, allestiti nelle principali chiese della città, e che un Confrate portasse sulle spalle la croce e gli altri lo seguissero con la statua del Cristo morto in una lettiga.
All'origine la processione era composta da un solo gruppo, costituito dai nobili della città. In seguito venne creato il gruppo del Cristo con i 12 apostoli, ognuno dei 12 apostoli portava al collo delle figure pitturate su lastre di lamiera, raffiguranti l'effigie dei 12 apostoli, questi indossavano una veste bianca e un cappuccio che copriva il volto con dei buchi in corrispondenza degli occhi. Negli anni successivi s'introdusse un altro gruppo: Gesù che benedice il pane in mezzo agli apostoli.
Nel 1675 giunsero a Marsala i padri Crociferi o Camilliani che officiarono la chiesa di Sant'Anna e furono animatori della Confraternita, arricchendo la processione di altri quattro gruppi. I Crociferi si occuparono anche del mantenimento del vestiario, che prima era mantenuto dai nobili. I gruppi introdotti furono:
- Gesù nell'orto
- Gesù dinanzi a Erode
- l'Ecce Homo davanti a Pilato
- il Cristo che porta la croce

Gli interpreti dei vari gruppi inizialmente appartenevano esclusivamente alle famiglie dei nobili e dei borghesi; i cinque uomini che rappresentavano Gesù nelle diverse tappe della via della calvario erano religiosi.
Per una migliore rappresentazione scenica del dramma di Cristo ai costumi si aggiunsero le maschere con l'effigie di Gesù nelle diverse espressioni, che venivano prodotte a Marsala da artigiani locali, nella via chiamata "dei santi", oggi via XIX Luglio.
Altre sacre rappresentazioni sceniche si svolsero in città.
Nel 1687 presso l'Ex Confraternita del SS. Salvatore, la tradizione locale fa cenno di un "Martirio di Santa Caterina, regina di Alessandria". Anche l'ex chiesetta di San Giacomo sita in via Frisella ospitò in quel tempo sacre rappresentazioni, ed ancora nel 1752, in un magazzino privato del monte di Pietà furono realizzate le prime interpretazioni vocali tra cui: la "Santa Margherita", un Mortorio di nostro Signore Gesù Cristo ed una Resurrezione.
Queste esperienze sicuramente confluiranno nella grande ed unica Processione del Giovedì Santo.
Nel 1866, con la soppressione degli ordini religiosi, i Camilliani lasciarono la città e la Processione del Giovedì Santo perse il lustro e lo splendore di un tempo.
Continuò ad essere organizzata da pochi artigiani e volenterosi che a stento riuscivano a mantenere in vita la tradizione.
Infatti all'inizio del XX secolo essa aveva perso il senso del sacro e il profondo messaggio religioso: il vestiario e i costumi dell'epoca spagnola erano andati quasi tutti in rovina.
Dopo la prima guerra mondiale (1915-1918) alcuni artigiani cercano di ridare nuovo impulso, rinnovando i costumi e l'intera attrezzatura necessaria alla realizzazione dei riti.
Superata la grande crisi conseguente alla prima guerra mondiale, fu il 1920 l'anno della rinascita, quando la Chiesa di Sant'Anna divenne Parrocchia e riprese la cura e l'organizzazione della Confraternita e della Processione.
Da quel momento l'organizzazione è stata curata dai Parroci che si sono succeduti nel corso degli anni.
Nel 1936 il Dopolavoro fascista finanziò il rifacimento dei costumi sostituendo i costumi dei protagonisti con quelli dell'epoca giudaico-romana.
Nel 1937 si tenne per la prima volta, in piazza Loggia, la rappresentazione sacra del processo di Cristo.
Dal 2013 ha assunto la denominazione di Sacra Rappresentazione della Passione del Signore, per volontà del vescovo della diocesi Domenico Mogavero.
Nel 2020 e nel 2021 le edizioni sono state annullate a causa dell'emergenza sanitaria della Pandemia di COVID-19 del 2019-2021 e delle relative restrizioni e divieti per il contenimento del contagio.
Nel 2022 terminata l'emergenza sanitaria e con l'allentamento delle restrizioni avvenuto il 31 marzo dello stesso anno la processione e ritornata a svolgersi come da tradizione, ma in maniera ridotta rispetto al passato sia per evitare assembramenti e anche per il poco tempo a disposizione nell'organizzazione e per prove.

## Itinerario

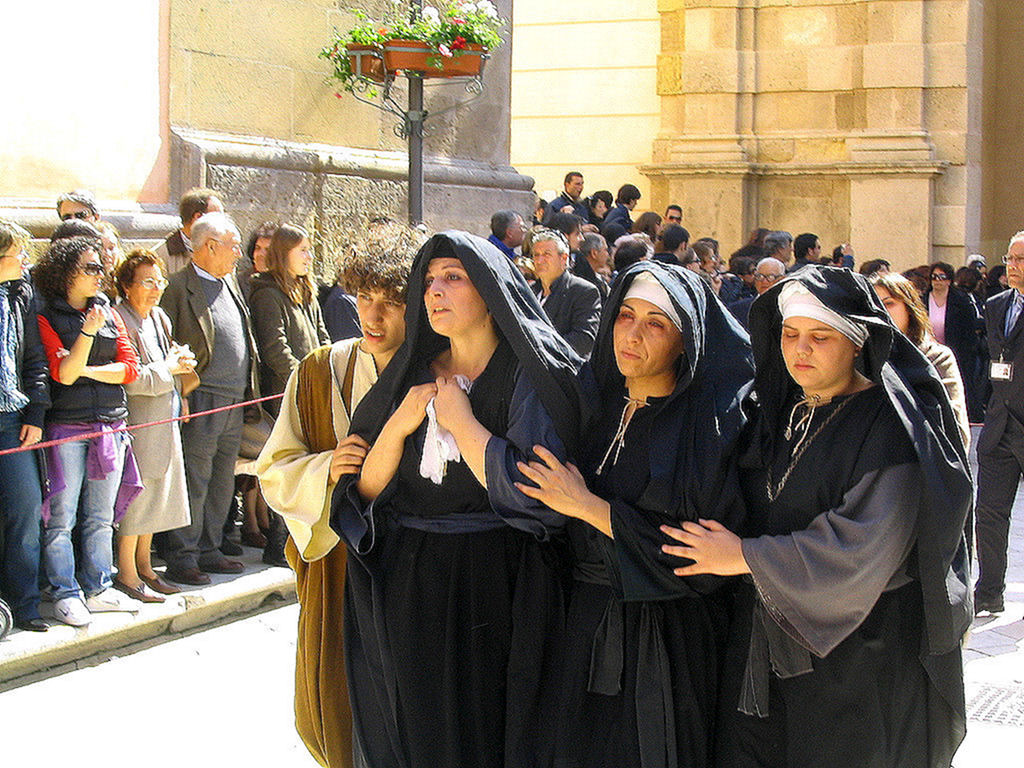
Un momento della processione

La Processione del Giovedì Santo attraversa tutte le principali vie della città.
Nei primi secoli le cadute del Cristo non avvenivano in strada. La Processione eseguiva un breve itinerario, percorrendo solo le principali vie della città, entrava nei tre monasteri della città più importanti dove avvenivano le cadute.

## La struttura
Nel corso della storia la processione è stata rimodulata nel numero e nella forma dei gruppi che la compongono e rappresentano le varie fasi del dramma di Cristo:

### Palio
- Un uomo che porta la croce;
- Due personaggi con una tromba e un tamburo ai lati di colui che porta la croce;
- Ragazze vestite di bianco, con cingolo nero che rappresentano la fede (Non più presenti);
- Seguono bambibi vestiti da "Siguruzzo" (Signore Gesù) e da "Angeli" un'antica tradizione popolare.

### Gruppo della pace
- Bambine vestite di bianco con ornamenti color verde che portano palme e ramoscelli di ulivo simbolo della pace rappresentano l'ingresso di Gesù.

### Gesù con gli apostoli
- Delle ragazze vestite di bianco che portano vassoi con pane, lattuga e frutta che rappresentano l'ultima cena;
- Delle ragazze vestite in costume ebraico con corone d'oro in testa e dei vassoi con agnelli di pasta reale in mano;
- La samaritana con la brocca dell'acqua;
- I miracolati (Cieco, Emmoroissa ossia donna che perde sangue, il Soldato in cui suo servo viene guarito, e le sorelle di Lazzaro che viene resuscitato, l'indemoniato);
- Personaggi che rappresentano alcuni momenti di vita di Gesù (Marta e Maria, il giovane ricco, l'adultera);
- Il gruppo di Gesù con i 12 apostoli.

### La cattura di Gesù
- Dei Giudei con una lanterna, dei lancieri e dei soldati di Caifa per la cattura di Gesù;
- Gli anziani del sinedrio;
- Giuda, con i trenta denari del tradimento, fa la spola tra Caifa e Gesù;
- San Pietro che porta le chiavi del regno del cielo con altri due apostoli;
- Un ragazzo con un gallo in braccio, ricorda il rinnegamento di San Pietro;
- Gesù incatenato

### Gesù davanti a Erode
- Un porta bandiere a cavallo con due staffieri;
- Quattro giudei e Gesù in tunica bianca con a fianco dei lancieri e dietro altri giudei
- Erode con quattro ministri ai lati, e dietro tre paggetti che gli reggono il manto;
- La moglie di Erode con un seguito di damigelle.

### Gesù dinanzi a Pilato
- Un giudeo con una tromba e un giudeo con un tamburo;
- Un porta bandiera a cavallo accompagnato da due staffieri con due panetti;
- Tre soldati romani portano le insegne e il labaro;
- Tre lancieri, e il centurione a cavallo con due staffieri;
- Barabba con due lancieri ai lati, e un ragazzo con una piccola colonna;
- L'Ecce Homo con a fianco due lancieri e dei paggetti che portano i littori;
- Due cerimonieri che portano una bacinella, un boccale e un vassoio con calamaio e penna;
- Ponzio Pilato accompagnato da quattro dei suoi ministri;
- La moglie di Ponzio Pilato Claudia con le dame di corte.

### Gesù con la croce
- Un porta bandiere a cavallo con due staffieri;
- Due ladroni con quattro soldati a fianco;
- Gesù con la croce sulla spalla viene tirato da una corda da un giudeo;
- Il Cireneo aiuta il Cristo a portare la croce, un giudeo con una frusta che percuote il Cristo ogni volta che cade;
- La Veronica con un fazzoletto che asciuga il volto di Gesù ogni volta che cade; l'immagine del volto di Cristo sudato e sanguinante resta impressa nel fazzoletto. Ai fianchi e dietro della Veronica dei lancieri;
- Le tre Marie (Maria madre di Gesù, Maria di Cleofa e Maria di Magdala) l'apostolo prescelto;
- Tre personaggi che portano le tre croci del calvario con Disma e Cisma e l'effigie del Cristo in croce(Non più presenti);
- Due ragazze che portano le scale che serviranno per la crocifissione (Non più presente);
- Il centurione pentito a cavallo.

### Gesù morto
- Tre ragazze vestite in nero e in viola che portano il lenzuolo nel quale fu avvolto Gesù (la Sindone);
- Una lettiga portata dalle consorelle con il Simulacro del Cristo morto.

### Addolorata
- Il gruppo delle consorelle, un gruppo di confrati che portano lo stendardo;
- Il consiglio direttivo della confraternita;
- Simulacro della Madonna Addolorata portato dai confratelli;
- Il baldacchino, il parroco, gli amministratori e le autorità civili e militari;
- Il gruppo bandistico musicale;
- I fedeli della parrocchia che accompagnano la Madonna.

## Altri riti
Diverse  le altre tradizioni pasquali a Marsala.

### Processione del Venerdì Santo
A Marsala si svolge anche la Processione del Cristo morto e dell'Addolorata nel Venerdì santo che esce dalla Chiesa Madre. La processione viene organizzata dalla Confraternita dell'Addolorata che ha sede nell'omonimo Santuario, la processione è meno folcloristica, ma molto più sentita dai fedeli.
La processione viene struttura nella seguente maniera: escono dalla chiesa due ali di persone con in mano delle torce a pile, che precedono il simulacro della Madonna Addolorata, molti fedeli particolarmente devoti procedono a piedi nudi, il simulacro è condotto da gruppi di sei persone, che si alternano durante il corso della Processione.

### Corpus Domini
Il giovedì antecedente al Corpus Domini, si organizzava una processione di tutti i santi da parte della confraternita delle quattro maestranze che comprendeva sarti, fabbri, falegnami e calzolai; la processione usciva dalla Chiesa Madre, al passaggio dei santi si esponevano dai balconi le coperte più belle, e affinché il prete che portava la pisside con l'ostia non poggiasse mai i piedi sulla strada, alcuni uomini stendevano e arrotolavano dei tappeti. Un inglese che visitò la processione del Corpus Domini nell'anno 1904 disse: "Nel Corpus Domini la processione è composta da uomini che tengono in equilibrio delle enormi antenne veneziane, chiamate "stendardi", sul mento, sulla fronte o sul gomito, un'antica usanza saracena. Alle antenne sono attaccate diverse immagini: una nave per S. Francesco di Paola, un agnello per S. Giovanni Battista, un paio di scale per l'Arcangelo Gabriele, una mezza luna per la Vergine"
La domenica seguente si svolgeva un'altra processione organizzata dalla chiesa di San Matteo in maniera meno strutturata.
Una terza processione usciva il Giovedì' successivo al Corpus Domini, dalla Chiesa Madre.
Queste furono fatte fino all'anno 1921, l'anno successivo il vescovo Audino ne vietò l'uscita per diversi motivi.